# Vágner (football, 1986)
Pour les articles homonymes, voir Vagner.
Vágner da Silva, né le 6 juin 1986 à Araruna, plus connu sous le nom de  Vágner, est un footballeur brésilien qui joue en tant que gardien de but.

## Biographie
Né à Araruna, Vágner rejoint à 15 ans le Clube Atlético Paranaense  et y termine sa formation. Malgré plusieurs apparitions dans le groupe professionnel, Vágner n'a jamais disputé de rencontres en championnat du Brésil.
Libéré en 2009, Vágner rejoint par la suite les formations plus modestes d'Ituano Futebol Clube et du Desportivo Brasil. En janvier 2010, toujours sous contrat avec ce club, il est prêté au club portugais du GD Estoril Praia. Durant sa deuxième saison complète avec ce club, il compte 28 apparitions et aide son équipe à revenir en Primeira Liga après sept ans en Division 2. Sous la direction de l'entraîneur Marco Silva, Vágner est un titulaire incontesté de 2012 à 2014. Les Canaris  se qualifient deux fois consécutivement pour la Ligue Europa durant cette période.
En fin de contrat à Estoril, Vágner rejoint la Jupiler Pro League et le Royal Excel Mouscron début septembre 2015.

## Palmarès

### Club
GD Estoril Praia
- Segunda Liga: 2011-12

### Personnel
- Gardien de but de l'Année LPFP Segunda Liga: 2011-12